# World Series of Poker 1997
 (juillet 2025).
La mise en forme du texte ne suit pas les recommandations de Wikipédia : il faut le « wikifier ».
Les points d'amélioration suivants sont les cas les plus fréquents. Le détail des points à revoir est peut-être précisé sur la page de discussion.
- Les titres sont pré-formatés par le logiciel. Ils ne sont ni en capitales, ni en gras.
- Le texte ne doit pas être écrit en capitales (les noms de famille non plus), ni en gras, ni en italique, ni en « petit »…
- Le gras n'est utilisé que pour surligner le titre de l'article dans l'introduction, une seule fois.
- L'italique est rarement utilisé : mots en langue étrangère, titres d'œuvres, noms de bateaux, etc.
- Les citations ne sont pas en italique mais en corps de texte normal. Elles sont entourées par des guillemets français : « et ».
- Les listes à puces sont à éviter, des paragraphes rédigés étant largement préférés. Les tableaux sont à réserver à la présentation de données structurées (résultats, etc.).
- Les appels de note de bas de page (petits chiffres en exposant, introduits par l'outil «  Source ») sont à placer entre la fin de phrase et le point final[comme ça].
- Les liens internes (vers d'autres articles de Wikipédia) sont à choisir avec parcimonie. Créez des liens vers des articles approfondissant le sujet. Les termes génériques sans rapport avec le sujet sont à éviter, ainsi que les répétitions de liens vers un même terme.
- Les liens externes sont à placer uniquement dans une section « Liens externes », à la fin de l'article. Ces liens sont à choisir avec parcimonie suivant les règles définies. Si un lien sert de source à l'article, son insertion dans le texte est à faire par les notes de bas de page.
- La présentation des références doit suivre les conventions bibliographiques. Il est recommandé d'utiliser les modèles {{Ouvrage}}, {{Chapitre}}, {{Article}}, {{Lien web}} et/ou {{Bibliographie}}. Le mode d'édition visuel peut mettre en forme automatiquement les références.
- Insérer une infobox (cadre d'informations à droite) n'est pas obligatoire pour parachever la mise en page.

Pour une aide détaillée, merci de consulter Aide:Wikification.
Si vous pensez que ces points ont été résolus, vous pouvez retirer ce bandeau et améliorer la mise en forme d'un autre article.
Résultats des World Series of Poker 1997.

## Résultats
| Tournoi                                      | Vainqueur          | Prix     | Finaliste        |
| -------------------------------------------- | ------------------ | -------- | ---------------- |
| $2,000 Limit Hold'em                         | Kevin Song         | $397,120 | Yuan Lanvin      |
| $1,500 Razz                                  | Linda Johnson      | $96,000  | Peter Brownstein |
| $1,500 Limit Omaha                           | Claude Cohen       | $110,400 | Frankie Havard   |
| $1,500 Seven Card Stud                       | Maria Stern        | $140,708 | Adam Roberts     |
| $1,500 Pot Limit Omaha w/Rebuys              | Chris Bjorin       | $169,200 | Michael Davis    |
| $1,500 Seven Card Stud Hi-Lo Split           | Doug Saab          | $130,305 | Bernie Rosenthal |
| $2,000 No Limit Hold'em                      | John Cernuto       | $259,150 | Thomas Sparks    |
| $2,000 Omaha Hi-Lo Split                     | Scotty Nguyen      | $156,950 | Mike Matusow     |
| $2,000 Pot Limit Hold'em                     | Dave Ulliott       | $180,310 | Chris Truby      |
| $2,500 Seven Card Stud                       | Vasilis Lazarou    | $169,000 | Caesar Como      |
| $2,500 Pot Limit Omaha w/Rebuys              | Matthias Rohnacher | $183,000 | Surinder Sunar   |
| $2,500 Seven Card Stud Hi-Lo Split           | Max Stern          | $117,000 | Artie Cobb       |
| $3,000 Limit Hold'em                         | Louis Asmo         | $231,600 | Jim Meehan       |
| $3,000 Omaha Hi-Lo Split                     | Dean Stonier       | $145,200 | John Hom         |
| $3,000 Pot Limit Hold'em                     | Phil Hellmuth      | $204,000 | Tom McEvoy       |
| $5,000 No Limit Deuce to Seven Draw w/Rebuys | Johnny Chan        | $164,250 | Lyle Berman      |
| $3,000 No Limit Hold'em                      | Max Stern          | $237,615 | Kathy Liebert    |
| $5,000 Seven Card Stud                       | Mel Judah          | $176,000 | Vasilis Lazarou  |
| $5,000 Limit Hold'em                         | Bob Veltri         | $224,000 | Ed Stevens       |
| $1,000 Ladies' Seven Card Stud               | Susie Isaacs       | $38,000  | Karen Wolfson    |

## Table Finale du Main Event
| Place | Nom          | Prix       |
| ----- | ------------ | ---------- |
| 1er   | Stu Ungar    | $1,000,000 |
| 2e    | John Strzemp | $583,000   |
| 3e    | Mel Judah    | $371,000   |
| 4e    | Ron Stanley  | $212,000   |
| 5e    | Bob Walker   | $161,120   |
| 6e    | Peter Bao    | $127,200   |